# 医学部
医学部（いがくぶ、英語: Faculty of Medicineなど）は、医学の教育および研究を専門とする大学の学部である。
一般的に「医学部」というと医師を養成する医学科を指すことが多い。

## 概要
- 医学部の社会的責務は教育・臨床・研究の3つであると言われる。
- 医学教育は、実際に患者に触れて心理や倫理を学ぶ事ができる附属病院を有している方が効果的であるため、医学部の責務とされる。また医学教育は、高度先進医療を行う病院には「まれな疾患ではあるが病態を理解しやすい難病」の患者が集まり、この様な病院の方が効果的であるため、医学部の責務とされる、学部学生の臨床実習、卒業後の研修等が行われる。
- 高度先進医療は、世界中から最先端の知見を集めて地域の医療レベルの向上に資するため、またそれには研究を行っている学者がいる病院である方が効果的であるため。また最新の医学を学生に学ばせるために、医学部の責務とされる。
- 研究は、現在の医学では治せない難病に対して実験的治療が行える高度先進設備と学者が揃った病院で行ったほうが効果的であるため、医学部の責務とされる（特定機能病院）。

## 日本の医学部
本節では学部のほか、医学系大学院についても記述する。

### 学科
医学部に設置される学科は以下のようなものがある。

#### 医学科
医学科（いがくか、いがっか、英語: Department of Medicineなど）は、医師を養成するための6年制の学科。学部4年間と大学院修士課程（博士前期課程）2年間に相当する6年制の医師養成課程となっている。
歯学および獣医学を除く医学（内科学、外科学、放射線医学など）を履修する課程であり、歯学部歯学科や獣医学部獣医学科とは異なる。
修了した者には学位「学士（医学）」（1991年以前は「医学士」の称号）が授与される。
卒業時には卒業論文はなく、「卒業試験」である医師国家試験に合格することで修了となる（一部例外あり）。
筑波大学医学群および金沢大学医薬保健学域では医学類（いがくるい）と称される。

#### 看護学科
看護学科（かんごがっか）は、看護師や保健師を養成するための4年制の学科。以前は附属看護専門学校や医療技術短期大学などの短期大学の看護学科（ともに3年制）として設置されていた。
筑波大学医学群では看護学類（かんごがくるい）と称される。

#### 保健学科
保健学科（ほけんがっか）は、診療放射線技師、臨床検査技師、作業療法士、理学療法士などを養成するための4年制の学科。これらに加え、看護師や保健師の養成課程を持つ大学もある。
東京科学大学医学部では保健衛生学科（ほけんえいせいがっか）、金沢大学医薬保健学域では保健学類（ほけんがくるい）と称される。

#### 健康総合科学科
健康総合科学科（けんこうそうごうかがくか）は、東京大学医学部（後期課程）に設置されている4年制の学科。
名称は衛生看護学科→保健学科→健康科学・看護学科→健康総合科学科という順に学科名が変更されている。環境生命科学・公共健康科学・看護科学の3つの専修に分けられている。高度に複雑化した現代社会の健康問題を解決する専門家・研究者の育成を目指している。主に理科二類と文科三類（教養学部前期課程）から進学する。

#### 人間健康科学科
人間健康科学科（にんげんけんこうがっか）は、京都大学医学部に設置されている4年制の学科。
2008年に保健学科から改称された。先端看護科学、先端リハビリテーション科学、総合医療科学の3つのコースに分けられている。高度医療専門職や総合医療研究者の育成を目指している。

#### 薬学科・総合薬学科
薬学科（やくがくか）および総合薬学科（そうごうやくがくか）は、薬剤師を養成するための6年制の学科。
薬学科は当初医学部に（日本大学は理工学部に）設置されていたが、その大半が1学部として独立し、唯一最後までこの形態で残っていた広島大学医学部総合薬学科も薬学教育6年制移行を機に薬学部として独立した。
金沢大学医薬保健学域では薬学類（やくがくるい）と称される。

#### 医科栄養学科
医科栄養学科（いかえいようがっか）は、管理栄養士を養成するための4年制の学科。
2022年3月現在、徳島大学医学部にのみ設置されている（2014年4月までは「栄養学科」という名称であった）。

#### 医療科学類
医療科学類（いりょうかがくるい）は、筑波大学医学群に設置されている4年制の学類（学科）。
医療科学分野の研究者と臨床検査を担うプロフェッショナルの育成を目指している。

#### 生命科学科
生命科学科（せいめいかがくか）は、医学の基礎知識を習得した生命科学研究者を養成するための4年制の学科。
1990年に鳥取大学医学部に新設され、2007年には九州大学医学部にも設置された。

#### 臨床心理学科・心理支援科学科
臨床心理学科（りんしょうしんりがっか）および心理支援科学科（しんりしえんかがくか）は、公認心理師を養成するための4年制の学科
卒業後は心理系大学院に進学することを想定している。認定心理士や児童指導員、心理判定員などの資格も取得できる。2018年に臨床心理学科が香川大学医学部に設置され、2020年には心理支援科学科が弘前大学医学部に設置された。

#### リハビリテーション学科
リハビリテーション学科（リハビリテーションがっか）は、大阪公立大学医学部に設置されている4年制の学科。
リハビリテーション学と最先端医学との融合による教育・研究を展開し、保健・医療・福祉の向上と地域社会・国際社会に貢献する理学療法士・作業療法士の育成を目指す。

#### 先進医療科学科
先進医療科学科（せんしんいりょうかがくか）は、2023年4月より大分大学医学部に設置されている4年制の学科。
生命健康科学コースと臨床医工学コースの2つに分けられている。なお、後者は国立大学として初めて臨床工学技士の国家試験受験資格を得ることが可能なコースである。

#### 医療創成工学科
医療創成工学科（いりょうそうせいこうがくか）は、2025年4月より神戸大学医学部に設置されている4年制の学科。

### 東洋医学
2012年の報告によれば日本にあるすべての大学の医学部にて東洋医学の講義が行われているが、日本の医学部には東洋医学の学科は存在しない。

### 大学院
「学士（医学）」及びその他の6年制学部卒業者や修士号取得者は医学系の大学院研究科に入学することが可能で、「博士（医学）」の学位を取得することが出来る。すなわち、医師養成課程を経ずとも博士（医学）の学位を取得できる。
「博士（医学）」の学位を取得できる大学院は、医師養成課程を持つ大学に設置される。「博士（医学）」の学位を取得するためには、それらの大学院医学研究科に入学する必要があり、さらに、自ら執筆した論文の評価によって博士の学位が授与される。医学研究科は4年制であるが、社会人大学院に入学した場合は3年以上の授業料納付と博士（医学）と認められるのに充分な論文の提出が必要である。
なお、博士（医学）は学位であり医師免許とは無関係なので、医師ではない博士（医学）の者は医業を行うことはできない。また、医学部医学科を卒業せずに、博士（医学）の学位だけを取得しても、医師国家試験の受験資格はない。医師となるには、医学部医学科を卒業予定あるいは卒業した者が、医師国家試験を受験して合格する必要がある。

### 教育
日本で医学部医学科が設置されている大学は2023年度時点で81校あり、1学年100人前後の入学者数で構成される。
1973年の「無医大県解消構想」の閣議決定があり医学部定員は増加を続けたが、1982年に医師数過剰を防ぐためとして定員は抑制され、2003年から2007年まで7625人に据え置かれた。入学志望者の競争倍率は高く、医学科の学生の平均年齢は他学部に比べ高い。
各大学発表の収支報告書によると、基本的に授業料収入が教育経費を上回っている。私立大学医学部医学科の高額な学費は、教育費に加え大学病院の赤字補填費や研究費に充てられる。私立大学医学部医学科の6年間総額納入金の平均額は約3300万円である。最高額は私立の川崎医科大学で卒業までに約4600万円が必要。一方で公設民営の自治医科大学のように、卒業後に一定の条件を満たせば授業料がほとんど無償という大学もある。
医師国家試験の合格率が大学評価に直結することも多く、進級および卒業の難易度は高いと言われる。そのため大学の医学部医学科に於ける留年の問題は旧来より論じられている。

近年の地域枠新設等に伴い医学部学生数が増加している現状に即し、再度議論を行う必要性が高まってきている。医学部医学科入学時、医学科のカリキュラムに学力・体力ともに耐えうる者が選抜されて医学科学生として医学部医学科への在籍を開始している前提にもかかわらず、入学から数年間で留年（原級留置）する医学部学生には、学力的或いは体力的に、将来医師となる者としての資質が欠けている可能性が高いと考えられている。入学を許可した大学は、補習を行うことで進級のための指導を行っている。医学部に投じられる国税の観点からも、留年生にたいして、ペナルティを課すことや、可能な限り低学年で進路指導を行うことも検討されるべきと考えられている。特に私立大学の医学部医学科は非常に厳しく、医師国家試験に合格できそうにない学生を容赦なく留年させることも少なくなく、しかも私立大学は学費が非常に高額なために中途退学してしまう者が毎年後を絶たないという。
2024年現在、最も歴史の浅い医学部は国際医療福祉大学医学部で2017年（平成29年）開設である。
また、近年の医師不足の背景から、私立大学に医学部の設置を検討する動きが出てきており、同志社大学が複数の地方自治体と連携して、医学部設置を目指す動きを2012年に表明していた。しかし、2013年、文部科学省は、東日本大震災復興支援として、東北地方に所在する大学一校にのみ、新設を認める方針を取ったことから、同志社大学は医学部設置を断念した。その後の審査で、文部科学省の審査会は、医学部を新設する大学として、東北薬科大学を選定し、2016年度に東北医科薬科大学医学部が設置された。

### 入試
太平洋戦争の最中に日本政府は臨床医不足を解決するために医科専門学校を多数設立しており、戦後になると、1947年の教育基本法と学校教育法の公布により基準を満たした医科専門学校が大学へ昇格し、1952年に46の医科大学や医学部に再編された。当時は国立19大学、公立14大学、私立13大学に医学部が存在し、入学定員は2820人であった。高度経済成長期に入ると「1県1医大」「人口10万人に医師150人」といった声が高まり、1970年の秋田大学の医学部設置を皮切りに私立医学部の新設が急速に起こり、1973年からは医学部未設置県にも次々に国立医学部が新設され、全ての都道府県に医学部が揃った。既設医学部の定員が60人から120人へ増加したことも相まって、1984年には医学部の定員は8280人に達した。この時代の理系の成績上位者は多くが医学部を目指していたわけではなく、当時の成績上位者は旧帝国大学レベルの理工系学部志望者と各大学の医学部志望者で棲み分けが起きていた。当時の医学部受験生は合格の可能性の高い大学を求めて全国的に移動していた。
1979年に共通一次試験が導入されると、それまで二大学の受験が可能であった国立旧一期校・二期校が撤廃されて国公立大学は一校受験となり、医学科の志願者数は激減した。この影響は特に弘前大学や鹿児島大学など旧二期校において顕著であった。1987年にA・B日程連続方式導入や理科社会の選択科目数削減、共通一次試験前に二次試験の出願をする事前出願といった制度が登場すると、東日本を中心に医学部の受験者数は回復を見せた。その後、国公立大学が受験制度の度重なる変更により志願者数が減少するものの医学部は大きな影響を受けず、また私立医学部は国公立の併願先として志願者数が増加した。
近年は少子化による大学入試の易化や理系離れが指摘されているが、バブル崩壊後長く続いた不況による企業の倒産やリストラの影響などもあり、医学部志望者が大幅に増え、特に国公立大学の医学部の入学試験が難化する傾向にあり、景気回復後も人気が高止まりしている。国公立大学医学部は、その大半の医学部が戦前・戦時中に創設された旧帝大医学部・旧六医大・旧医専の流れを汲み、私立大学医学部に比べ学費が圧倒的に安い為、医学部志望者への人気が非常に高く、入試難易度も非常に高い。（特に旧帝大や三大都市圏の国公立大学医学部は、東京大学理科一類に匹敵するか、もしくはそれ以上の入試難易度と言われることが多く、地方大の医学部でも京大理工学部に準ずる難易度と言われている。）また、私大医学部は学費が比較的安い大学ほど入試難易度は高くなり、逆に学費が高額な大学ほど入試難易度は易しくなると言われる。然しそれでも入試難易度は早慶理工(医学部を除く)に匹敵するかそれ以上の難易度と言われる。1990年以降の医学部の入試のレベルについて、国公立大学では旧制医専の大学と旧帝国大学・旧制医科大学の大学との間の偏差値の差が縮まる傾向があり、私立大学では全体的な偏差値の上昇が見られる。
国立の総合大学では、他学部と同じ問題を出題している大学がほとんどであり、共通テスト、二次試験共に合格最低点や入試偏差値は同大学他学部と比して極めて高く、最難関学部（学科）と称されている。さらに2006年度入試から国公立大の医学部において、理科3科目（物理、化学、生物）全てを受験しなければならない大学（例えば九州大学医学部）も出てきたが、高校のカリキュラムとの整合性が見直され、現在では全ての国公立大学で理科2科目での受験が可能になっている。また、2016年度入試までは九州大学医学部・東京大学理科三類・近畿大学医学部は国公立及び私立医学部を含めた全ての医学部で面接を行わない三校であったが現在では全ての大学及び入試日程において面接が課されている。

### 卒業後
2004年度から卒後臨床研修にあたって研修医自身が研修先を選べるようになったところ、研修内容が充実する傾向にある都市部の病院への希望者が集中するようになった。このため2010年度から地域別の人数に上限が設けられた。2016年の研修医のマッチング実績では大学病院で研修する者が全体の42.6%、市中病院が58.3%だった。

### 定員
| 入試年度           | 定員  |
| ------------------ | ----- |
| 1998年（平成10年） | 7,640 |
| 1999年（平成11年） | 7,630 |
| 2000年（平成12年） | 7,630 |
| 2001年（平成13年） | 7,630 |
| 2002年（平成14年） | 7,630 |
| 2003年（平成15年） | 7,625 |
| 2004年（平成16年） | 7,625 |
| 2005年（平成17年） | 7,625 |
| 2006年（平成18年） | 7,625 |
| 2007年（平成19年） | 7,625 |
| 2008年（平成20年） | 7,793 |
| 2009年（平成21年） | 8,486 |
| 2010年（平成22年） | 8,846 |
| 2011年（平成23年） | 8,923 |
| 2012年（平成24年） | 8,991 |
| 2013年（平成25年） | 9,041 |
| 2014年（平成26年） | 9,069 |
| 2015年（平成27年） | 9,134 |
| 2016年（平成28年） | 9,262 |
| 2017年（平成29年） | 9,420 |
| 2018年（平成30年） | 9,419 |
| 2019年（令和元年） | 9,420 |
| 2020年（令和02年） | 9,330 |
| 2021年（令和03年） | 9,357 |
| 2022年（令和04年） | 9,374 |
| 2023年（令和05年） | 9,384 |

国（官）公私立大学医学部（医専）等の一学年分の定員の合計は、1945年（昭和20年）に10,533人（うち医専が8,225人）だったが、医専を廃止するなどして1948年（昭和23年）に2,820人まで減らした。この定員数は固定化されていたが、1960年（昭和35年）には2,840人に増やされ、1961年（昭和36年）の国民皆保険達成による医療需要増加に合わせて医学部の新設が始まり、1965年（昭和40年）には3,560人、1970年（昭和45年）には4,380人、1975年（昭和50年）には7,120人、1980年（昭和55年）には8,260人となった。
最後の新設医科大学となった琉球大学医学部が医学科生受け入れ開始した1981年度（昭和56年度）には8,280人にまで増加。すると、厚生省の医師需給見通しに基づいて、1982年（昭和57年）に定員抑制の閣議決定がなされ、1985年（昭和60年）の8,340人をピークに定員削減が始まった。バブル景気を背景に進学率が上昇し、団塊ジュニア世代が受験した1990年（平成2年）には7,750人まで削減され、大学志願者数が1992年（平成4年）に92万人でピークとなると1995年（平成7年）には7,710人、さらに1997年（平成9年）の閣議決定に基いて削減は進み、2003年（平成15年）以降は7,625人で固定化された。
しかし、2004年（平成16年）から始まった卒後臨床研修義務化などを契機に勤務医不足や医師の地域的・診療科的偏在の深刻化から医師の需要が増大した。そのため、2008年（平成20年）度入試で定員を7,793人に増員し、2009年（平成21年）は過去最高の8,486人に増員された。政権交代後も毎年増員がなされ、2017年（平成29年）度に定員は9,420人まで増加した。
なお、大学志願者数は2006年（平成18年）以降、70万人を割っている。

### 医学部に類する名称
医師を養成する教育過程については医学教育を参照。
医学所・医学院・医学校・医学館
- 幕末から明治初期にかけては全国各地に医学所が設立されていた。
- 造士館医学院（1774年）、仙台藩医学校（1817年）、西洋医学所（1861年）、慶應義塾医学所（1873年）、濟生學舎（1876年）、医学館、ほか。

医学校
- 明治初期に府県立の医学教育機関を指した。
- 日本国外の医学系専門職大学院の和訳として用いられる場合もある。

医学部
1. 1886年の中学校令施行から1918年の大学令施行までは、高等中学校または旧制高等学校の一学部である医学教育機関を指した。
2. 大学令施行後は、大学の一学部である医学教育機関を指す。

医科大学
1. 1886年の帝国大学令から大学令施行までは、帝国大学の医学系分科大学を指した。
2. 大学令施行後は、医学部の単科大学を指した。看護師やコ・メディカルを養成する学科、歯学部や薬学部などの医療系学部を持つ場合もある。

医学専門学校
- 1903年（明治36年）の専門学校令によって設置された旧制医学専門学校のこと。
- 現在は、医療従事者のうち、大学での教育が義務付けられていない職種を養成する専門学校が「医専」を名乗る例が見られる。

医療大学
- 医師を養成する学部が無いが、それ以外の医療従事者を養成する学部を持つ大学が名乗る例が見られる。

保健学部医学科
- 公衆衛生の観点を重視したもので、日本国外でみられる。返還前の沖縄には、これに類した体制があった。

## 医学部が設置されている日本の大学の一覧

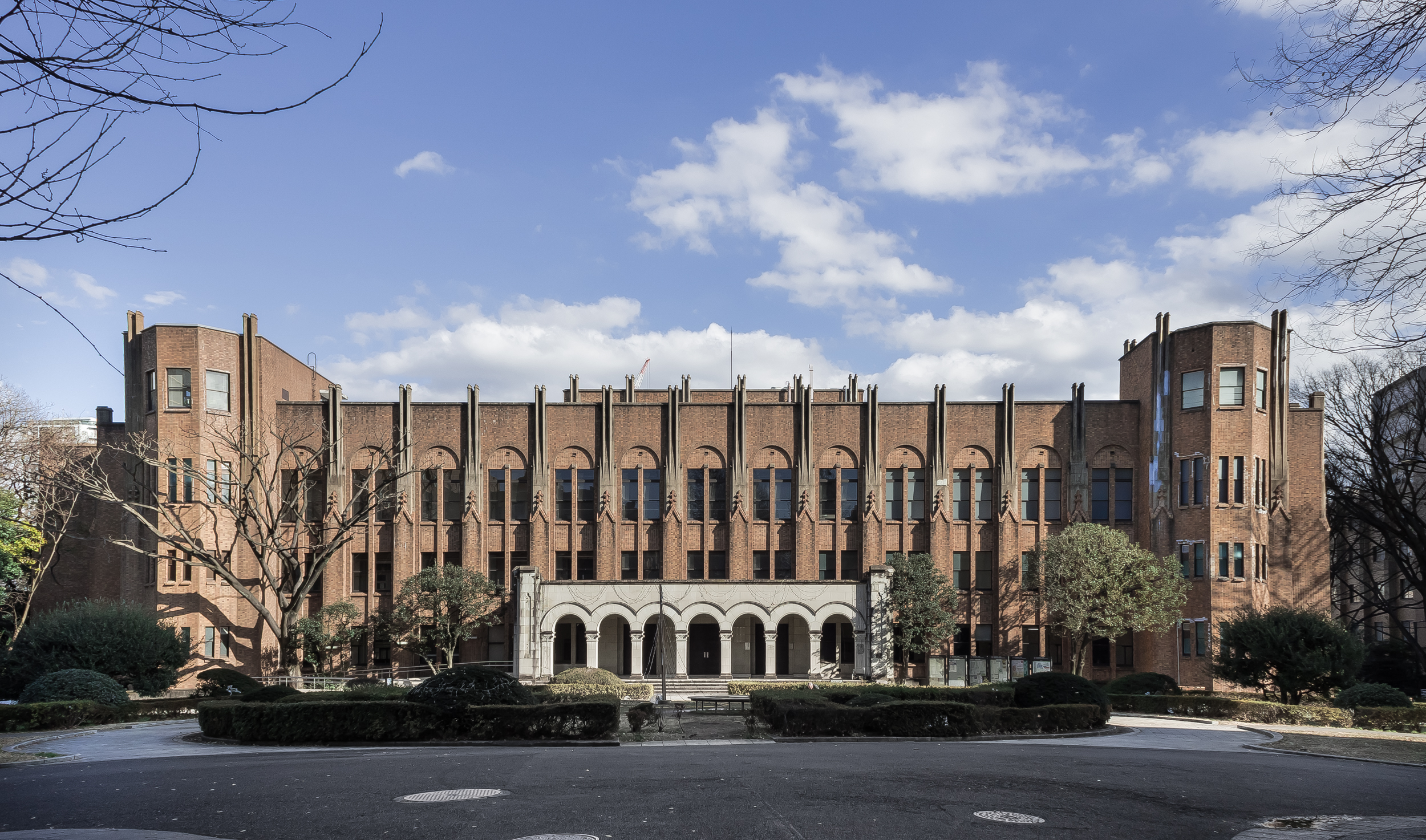
東京大学医学部

### 国立大学
- 旭川医科大学
- 北海道大学
- 弘前大学
- 東北大学
- 秋田大学
- 山形大学
- 筑波大学（医学群）
- 群馬大学
- 千葉大学
- 東京大学
- 東京科学大学
- 新潟大学
- 山梨大学
- 信州大学

- 富山大学
- 金沢大学（医薬保健学域）
- 福井大学
- 岐阜大学
- 浜松医科大学
- 名古屋大学
- 三重大学
- 滋賀医科大学
- 京都大学
- 大阪大学
- 神戸大学
- 鳥取大学
- 島根大学
- 岡山大学

- 広島大学
- 山口大学
- 徳島大学
- 香川大学
- 愛媛大学
- 高知大学
- 九州大学
- 佐賀大学
- 長崎大学
- 熊本大学
- 大分大学
- 宮崎大学
- 鹿児島大学
- 琉球大学

### 公立大学
- 札幌医科大学
- 福島県立医科大学
- 横浜市立大学
- 名古屋市立大学
- 京都府立医科大学
- 大阪公立大学
- 奈良県立医科大学
- 和歌山県立医科大学

### 公設民営大学
- 産業医科大学
- 自治医科大学

### 私立大学
- 岩手医科大学
- 東北医科薬科大学
- 国際医療福祉大学
- 獨協医科大学
- 埼玉医科大学
- 北里大学
- 杏林大学
- 慶應義塾大学
- 順天堂大学

- 昭和医科大学
- 帝京大学
- 東海大学
- 東京医科大学
- 東京慈恵会医科大学
- 東京女子医科大学
- 東邦大学
- 日本大学
- 日本医科大学
- 聖マリアンナ医科大学

- 金沢医科大学
- 愛知医科大学
- 藤田医科大学
- 大阪医科薬科大学
- 関西医科大学
- 近畿大学
- 兵庫医科大学
- 川崎医科大学
- 久留米大学
- 福岡大学

### その他
大学相当の省庁大学校として、防衛省文教研修施設である防衛医科大学校（医学教育部）が存在する。

## 欧米の医学部

### ドイツ
ドイツには2014年現在37の医学部があり、その内訳は州立が35校、私立が2校である。

#### 歴史
ドイツでは1388年にハイデルベルク大学で医学部教育が始まったのをきっかけに医学分野で世界をリードした。しかし、ドイツの医学教育は権威主義的で堅く閉ざされていたとも言われており、戦後、アメリカ、カナダ、イギリス、オランダなどの医学教育を見習う必要があると指摘されるようになった。
医学教育改革が行われ2003年に医師免許に関する規制法が発効した。

#### 教育
ドイツの医学部は6年制だが学年制ではなくセメスター制が採用されている。6年間のカリキュラムは、多くは基礎科学に2年、臨床医学に3年、臨床実習が1年である。セメスター制も多くは前期と後期の2セメスターである。
ドイツの医師国家試験は第1回目試験（2年終了時）と第2回目試験（5年終了時の筆記試験及び6年終了時の口頭試験）が実施される。

#### 入試
ドイツの医学部の入試には多彩な選抜方式が採用されている。
- アビトゥーア - 医学部の約2割はアビトゥーアの上位成績者から選抜される[26]。
- 大学独自の選抜制度 - 医学部の約6割は大学ごとの書類選考及び面接試験により選抜される[26]。
- 待機期間制度（waiting time） - ドイツ特有の選抜法で看護学実習や市民活動に参加しながら医学部入学のチャンスを待つ制度で医学部の約2割が選抜される[26]。

### イギリス
イギリスには2011年現在で医学部が32ある。特にスコットランドは先駆的な医学教育を取り入れており世界でも医学教育をリードする地域の一つとされており、ダンディー大学は医学教育のメッカといわれている。
イギリスの医学部の多くは5年制だが、学士入学者を対象とする4年制の課程や、生命科学系の基礎教育を重視した6年制の課程の医学部もある。
医学部の卒業後、医師として正式に登録されるには、総合医学評議会（GMC）に仮登録して2年間の臨床研修を受講する必要がある。その後は家庭医（GP）として3年間のプログラムを受けるコースと、専門医として5〜7年間のプログラムを受講するコースに分かれ、終了後に認定証を受けることで医師として正式に登録される。

### アメリカ合衆国
1910年から1920年にかけ米国では医学教育改革が行われ、医学校は A、B、Cの3段階に格付けされた。同時期に医学教育審議会が設置され後に文部省の諮問機関として認められた。そして医学教育の新基準を満たす見込みのない医科専門学校の多くがこの時期に閉鎖された。
なお、米国の医師国家試験の受験資格は2023年からアメリカ医科大学協会（AAMC）か世界医学教育連盟（WFME）の認証を受けた医学部の卒業生のみに限られる予定である。